# Hermann Brodbeck (Ringer)
Hermann Brodbeck (* 1889; † 17. April 1973 in Stuttgart-Untertürkheim) war ein deutscher Ringer und Europameisterschafts-Dritter im Ringen.
In der Federgewichtsklasse wurde er 1919 deutscher Vizemeister, 1920 und 1921 Dritter und schließlich 1923 Deutscher Meister im griechisch-römischen Stil des Ringens. Bei der Europameisterschaft in Offenbach wurde er 1921 Dritter im Federgewicht, vor Georg Gerstacker und hinter Andersson.
Er verstarb am 17. April 1973 im Alter von 84 Jahren an den Folgen eines zweiten Schlaganfalles in Stuttgart-Untertürkheim.